# Eva Zora
 (juin 2024).
Il peut être nécessaire de l'améliorer pour respecter le principe de neutralité de point de vue. Veuillez consulter la page de discussion pour plus de détails.

Eva Zora de son vrai nom Eva Bertha Milka Dubsky est une monteuse de films française née le 28 février 1937 à Zagreb (Croatie - Ex Yougoslavie).

## Biographie
Née en 1937 à Zagreb, (ex-Yougoslavie, actuelle Croatie), Eva Dubsky est la cadette de la famille. Sa sœur Ivica âgée de 7 ans de plus deviendra architecte à Munich, où elle s’exilera après la guerre. 
Sa mère Zora Singer est femme  au foyer, son père Jaromir Dubsky architecte.  
Durant la deuxième guerre mondiale une partie de la  famille fuira la guerre pour s’installer aux États Unis. Une autre partie fera partie des victimes du régime nazi dans les camps. 
Après des études de psychologie elle quitte la Yougoslavie à 20 ans pour s’installer chez un de ses cousins à Paris.
Elle s’inscrit à l’Alliance Française pour apprendre la langue, se  fait naturaliser Française. 
Après des petits boulots de baby sitter, elle décroche un premier stage dans le cinéma en tant que stagiaire monteuse. 
En 1977, après 7 ans de long combat, elle devient maman en adoptant sa fille, Samia. 
En 1980 elle rencontre par le biais de Jean-Claude Brialy, le réalisateur Philippe Roussel, qu’elle épousera en 1981 et qui reconnaîtra sa fille à la Mairie du 13 eme arrondissement de Paris.
Après  une longue et riche carrière dans le cinéma et la télévision , elle prend sa retraite en 2007. 

## Filmographie

### Cinéma
- 1959 : Oh ! Qué mambo de John Berry
- 1960 : L'Amérique insolite de François Reichenbach
- 1960 : Description d'un combat de Chris Marker
- 1961 : Cuba si de Chris Marker
- 1962 : Le Joli Mai de Chris Marker
- 1964 : Le Dernier Verre, court métrage de Mario Ruspoli
- 1964 : In vino veritas de Mario Ruspoli
- 1965 : La Communale de Jean L'Hôte
- 1969 : Muhammad Ali, the Greatest de William Klein
- 1972 : Les Caïds de Robert Enrico
- 1973 : L'Oiseau rare de Jean-Claude Brialy
- 1974 : Le Secret de Robert Enrico
- 1975 : Le Vieux Fusil de Robert Enrico
- 1976 : Il pleut sur Santiago de Helvio Soto
- 1977 : René la Canne de Francis Girod
- 1979 : Ils sont grands, ces petits de Joël Santoni
- 1983 : Effraction de Daniel Duval
- 1985 : Joy et Joan de Jacques-René Saurel
- 1986 : Yiddish Connection de Paul Boujenah
- 1989 : Jour après jour d'Alain Attal
- 1991 : Le Grand Ruban de Philippe Roussel
- 1993 : Joy chez les pharaons de Jean-Pierre Floran

### Télévision
- 1981 : Les Malheurs de Sophie de Jean-Claude Brialy (téléfilm)
- 1997 : Cassidi et Cassidi, série réalisée par Joël Santoni
- 1997 : La Vocation d'Adrienne, série réalisée par Joël Santoni
- 2006 : Louis Page (épisode L'Enfant de la providence réalisé par Philippe Roussel)

## Distinctions
- 1976 : 1re cérémonie des César (nomination pour le César du meilleur montage)[1] pour le film « Le Vieux Fusil » de Robert Enrico